# Astragalus calliphysa
Astragalus calliphysa är en ärtväxtart som beskrevs av Aleksandr Andrejevitj Bunge. Astragalus calliphysa ingår i släktet vedlar, och familjen ärtväxter.

## Underarter
Arten delas in i följande underarter:
- A. c. angustifolius
- A. c. calliphysa